# Leon Chua
Pour les articles homonymes, voir Chua.
Leon Ong Chua /ˈtʃwɑː/ (chinois : 蔡少棠) (né le 28 juin 1936 aux Philippines) est un professeur Chinois-Philippin du département de génie électrique et d'informatique de l'université de Californie à Berkeley. Il est considéré comme le « père » de la théorie des circuits non-linéaires, et des circuits neuronaux cellulaires (en),. Il est aussi l'inventeur des circuits de Chua (en) et prédit l'existence du memristor,. Il est également le père de la professeure de droit Amy Chua.